# Bibliakutató mozgalom
A bibliakutató mozgalom egy vallási szerveződés, amely az 1870-es években vette kezdetét, „Russell pásztor" vezetésével. A mozgalom mára szétaprózódott, de a résztvevők általában bibliakutatóknak nevezik magukat.
Biblia-olvasó csoportok alakultak szerte a világban, hogy csupán a Biblia szövegezése, annak analitikus vizsgálata alapján visszaállítsák az igaz keresztény hitet. Elvetették a hagyományokon alapuló teológiákat, és gyakran sajátosan értelmezték az írásokat.

## Története

A millerita mozgalom és az adventizmus szakadásai

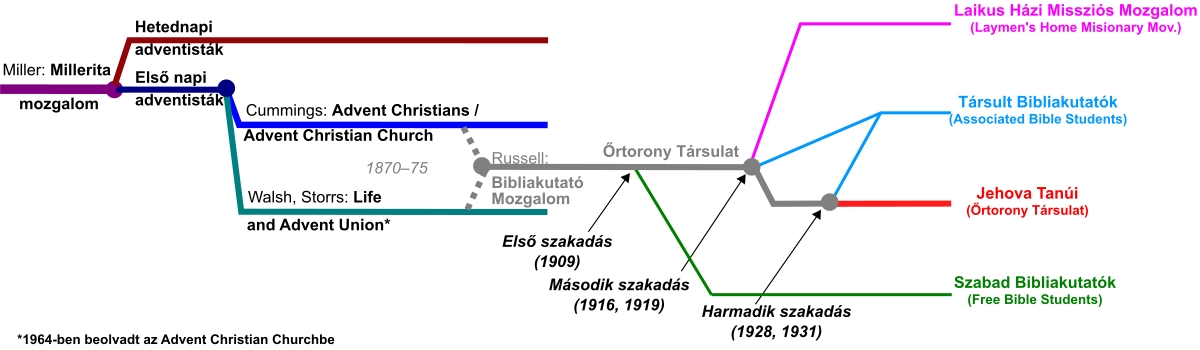
A Jehova tanúi és a hozzá kötődő csoportok kialakulása

Az 1894. évben a radikális doktrínaváltozások a hívők háromnegyedét ellene fordították. Russell 1916-os halála után nagyon hamar újabb egyházszakadás következett be. A zűrzavarban több csoportosulás alakult az eredeti doktrínák és módszerek követésére, de sokuk mára igen távol került Russell pásztor tanításától.
Jogi örököse a Őrtorony Társulat (Watch Tower Bible and Tract Society) volt, amelynek elnöksége a hozzájuk hű csoportot (International Bible Students Association társaság maradéka) Jehova Tanúi néven jegyeztette be 1931-ben. Azok a gyülekezetek, amelyek nem akarták elfogadni a központosított irányítást, az Associated Bible Students (Társult Bibliakutatók) nevet vették fel. Mások a Pásztori Biblia Intézet (1918), a Laikus Házi Missziós Mozgalom (1919) és a Hajnal Bibliakutatók Egyesülete (1929) név alatt társultak. 
Németországban a Watch Tower követői Ernste Bibelforscher (Komoly Bibliakutatók), a központi utasításoknak ellenszegülők Freie Bibelforscher (Szabad Bibliakutatók) – ma már más társaság viseli ezt a nevet – név alatt egyesültek. A náci uralom alatt korlátozva voltak, a titkosrendőrség jelentései Bibliakutatókról és Ernest Bibliakutatóiról szólnak.

## A mozgalom korai képviselői

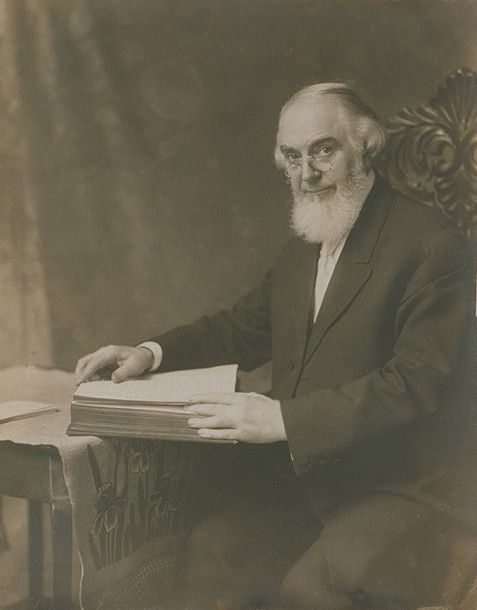
Charles Russell 1911-ben

- Charles Taze Russell (1852–1916)
- Nelson H. Barbour (1824–1908)
- John Nelson Darby (1800–1882)
- Henry Dunn (1801–1878)
- Dunbar Isidore Heath (1816–1888)
- Dwight L. Moody (1835–1899)
- George Stetson (1814–1879)
- R. E. Streeter (1847–1924)
- Jonas Wendell (1815–1873)
- George Storrs (1796–1879)

## Első Biblia-olvasó társulatok
- Jehova Tanúi, International Bible Students Association
- The New Covenant Bible Students
- Associated Bible Students (Társult Bibliakutatók)
- Laikus Házi Missziós Mozgalom (Layman's Home Missionary Movement)
- Pásztori Biblia Intézet (Pastoral Bible Institute)
- Hajnal Bibliakutatók Egyesülete (Dawn Bible Students Association)
- Angel of Jehovah Bible and Tract Society
- Goshen Fellowship

## Lásd még
- Bibliakutatók
- Adventizmus

## Külső hivatkozások
- Pastor-Russell.com Archiválva 2021. január 22-i dátummal a Wayback Machine-ben
- Free Bible Students Containing historical information
- The History of the Bible Student Movement, special issue of "The Herald of Christ's Kingdom", published by the Pastoral Bible Institute
- Various aspects of Bible Student History Archiválva 2006. december 10-i dátummal a Wayback Machine-ben, Focusing on the schism following Russell's death, with original source documents
- Profile of the Bible Students movement, on an ex-Jehovah's Witnesses website, which references J. Gordon Melton's work.
- Soldiers of the Cross Archiválva 2007. február 17-i dátummal a Wayback Machine-ben A History of the Bible Student Movement
- Timeline of the Bible Students in Germany